# تاراس كوزيرا
تاراس كوزيرا Taras Kozyra (ولد في 26 سبتمبر 1941) سياسي سابق في أونتاريو في كندا. كان عضوا ليبراليا في الجمعية التشريعية في أونتاريو من عام 1987 إلى 1990.